# Kadızade Mehmed Efendi
Kadızade Mehmed Efendi (* 1582 in Balikesir; † 1635) war ein islamischer Geistlicher und einer der Begründer der nach ihm benannten Kadizadeli-Bewegung. Mehmed war Schüler von Imam Birgivi, auf den seine ablehnende Haltung gegenüber dem Sufismus zurückgeführt wird. Mehmeds Vater war Provinzrichter.
Sein Disput mit den Sufis erlangte erstmals größere Aufmerksamkeit, als er sich mit dem Sufi-Meister Sivas Efendi stritt.
Nachdem er einige Jahre Vorbeter in der Sultan-Murat-Moschee in Istanbul war, wurde er zum Vorbeter in der Yavuz-Sultan-Selim-Moschee, wo er bei den Freitagsgebeten regelmäßig seine antisufistischen Ansichten predigte.
Kadızade Mehmed wurde ein Berater von Sultan Mehmed IV., wodurch er und seine Nächsten Einfluss bei Hofe erlangten. Er predigte eine Rückkehr zum einfachen Leben zu Zeiten Mohammeds und zu den Salaf aṣ-Ṣāliḥ. Er wandte sich damit gegen die Dinge, die er als Bidaʿ (ketzerische Neuerungen) ansah, unter anderem gegen den Bau von Qubbas, gegen das Feiern des Mawlid an-Nabi (des Geburtstags des Propheten), gegen das Rauchen, gegen die sufischen Praktiken des zikr (des Gottesgedenkens) und gegen den Genuss von Kaffee.